# Nymphon bicornum
Nymphon bicornum is een zeespin uit de familie Nymphonidae. De soort behoort tot het geslacht Nymphon. Nymphon bicornum werd in 1988 voor het eerst wetenschappelijk beschreven door Arnaud & Child. 